# Black Caesar
Black Ceasar (Brasil: O Chefão de Nova Iorque ) é um filme norte-americano de 1973, participante do movimento denominado  blaxploitation, estrelando pelo ex-jogador de futebol Fred Williamson no papel que tinha sido oferecido originalmente a Sammy Davis Jr. e com Gloria Hendry. O filme foi escrito e dirigido por Larry Cohen. 
É um remake do filme de 1931 “Little Caesar” clássico do cinema de gângster (o qual nessa época era de propriedade da MGM, que atualmente detém os direitos de O Chefão de Nova Iorque). 
Tem como característica importante a trilha sonora do cantor James Brown trazendo canções conhecidas do rei do soul e do funk como “Down and Out in New York City”, “The Boss”, e “Blind Man Can See It”, (com grande influência de seu líder de banda Fred Wesley), com sua primeira experiência ao escrever trilha sonoras. A sequência do título “Hell Up in Harlem” foi lançado ao final de 1973.

## Sinopse
Tommy Gibbs cresceu no subúrbio de Manhattan, berço da criminalidade de Nova York nos anos 60. Período tenso, aonde os espetáculos da corrupção chegavam até os mais altos escalões da polícia, e a chacina desvairada contra a comunidade negra era rotina. Gibbs tornou-se adulto, e transformou-se num respeitado e temido chefe do crime. Enfrentou a máfia italiana e desafiou as autoridades sem medo. 
O Chefão de Nova Iorque é um clássico do gênero blaxploitation, um drama violento, retratando a ascensão e queda de uma gângster. 

## Elenco
- Fred Williamson como Tommy Gibbs
- Gloria Hendry como Helen
- Art Lund como McKinney
- D'Urville Martin como Reverend Rufus
- Julius Harris como Mr. Gibbs
- Minnie Gentry como Mama Gibbs
- Philip Roye como Joe Washington
- William Wellman Jr. como Alfred Coleman
- James Dixon como Bryant
- Val Avery como Cardoza
- Patrick McAllister como Grossfield
- Don Pedro Colley como Crawdaddy
- Myrna Hansen como Virginia Coleman
- Omer Jeffrey como Tommy as a boy
- Mike Anthony Jones como Joe as a boy